# Rey de Tonga
El rey de Tonga es el jefe de Estado del país, símbolo de su unidad y soberano de todos los jefes y personas. Posee el mando de las Fuerzas Armadas, como comandante en Jefe, y de acuerdo con el Artículo 41 de la Constitución del Reino, su persona es sagrada.
La dinastía Tupou es, actualmente la única monarquía constitucional de la Polinesia, así como la única indígena.

## Lista de Monarcas
La siguiente es una lista de monarcas que han gobernado Tonga.

### Dinastías anteriores
- Dinastía Tu'i Tonga, líderes de Tonga de c.950 a c.1470.
- Dinastía Ha'a Takalaua, líderes de Tonga de c.1470 a c.1600.
- Líderes Tu'i Kanokupolu, jefes de Tonga desde c.1600 hasta el día de hoy. Jorge Tupou I, el primer rey de Tonga, era el Tuʻi Kanokupolu XIX.

### Casa de Tupou
| Imagen                       | Escudo | Nombre                          | Reinado                  | Reinado                  | Consorte real                    |
| Imagen                       | Escudo | Nombre                          | Desde                    | Hasta                    | Consorte real                    |
| ---------------------------- | ------ | ------------------------------- | ------------------------ | ------------------------ | -------------------------------- |
|                              |        | Jorge I Tupou I (1797-1893)     | 4 de diciembre de 1845   | 18 de febrero de 1893    | Sālote Lupepauʻu                 |
|                              |        | Jorge II Tupou II (1874-1918)   | 18 de febrero de 1893    | 5 de abril de 1918       | Lavinia Veiongo Fotu (1899-1902) |
| 'Anaseini Takipō (1909-1918) |        | Jorge II Tupou II (1874-1918)   | 18 de febrero de 1893    | 5 de abril de 1918       |                                  |
|                              |        | Carlota Tupou III (1900-1965)   | 5 de abril de 1918       | 16 de diciembre de 1965  | Viliami Tungī Mailefihi          |
|                              |        | Taufa'ahau Tupou IV (1918-2006) | 16 de diciembre de 1965  | 10 de septiembre de 2006 | Halaevalu Mataʻaho ʻAhomeʻe      |
|                              |        | Jorge IV Tupou V (1948-2012)    | 10 de septiembre de 2006 | 18 de marzo de 2012      | No contrajo matrimonio           |
|                              |        | ʻAhoʻeitu I Tupou VI (n. 1959)  | 18 de marzo de 2012      | En el cargo              | Nanasipauʻu Tukuʻaho             |

## Sucesión

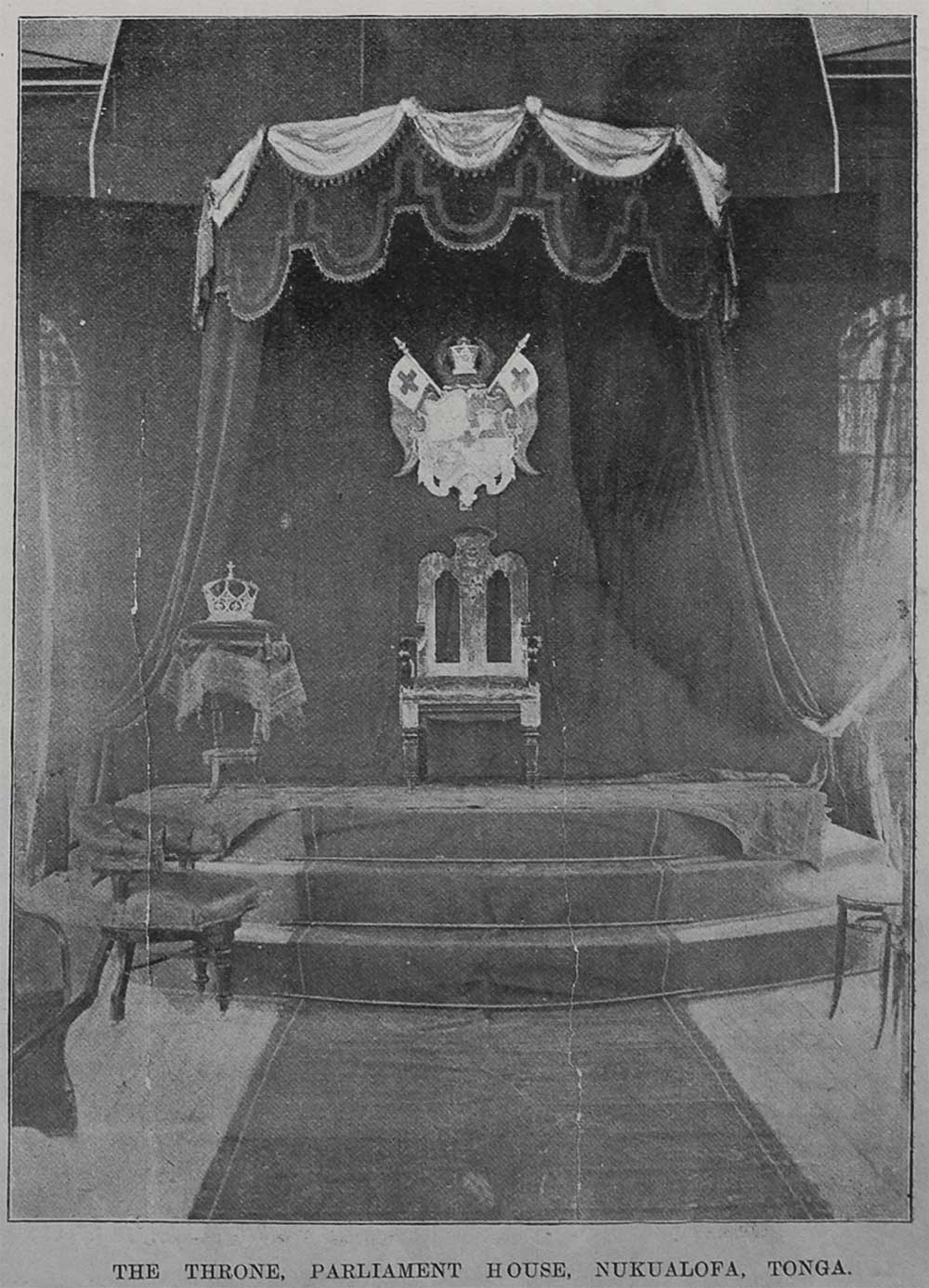
Trono real en 1900.

Según el artículo 32 de la Constitución tongana, la sucesión al trono desciende según la primogenitura cognática de preferencia masculina, es decir, el trono se otorga a un miembro femenino si ella no tiene hermanos de descendientes legítimos. Una persona pierde su derecho de sucesión y priva a sus descendientes de su derecho de sucesión si se casa sin el permiso del monarca.

## Regencia
La regencia es una institución interina que asume la jefatura del Estado. El Artículo 43 de la Constitución establece que cuando el Rey realice un viaje al extranjero, deberá nombrar a un Príncipe Regente, que administraría los asuntos del país durante su ausencia. A su vez, en caso del fallecimiento del monarca cuando el heredero no haya alcanzado los dieciocho años, y no exista un testamento que declare los deseos con respecto a un regente durante la minoría de su heredero, el Primer ministro convocará a la Asamblea Legislativa que designará —por votación únicamente de los Representantes Nobles— al Príncipe Regente, que asumirá la jefatura del Estado hasta que el heredero haya alcanzado la mayoría de edad.

## Corona real

Representación heráldica de la corona real

## Estandarte real

Estandarte Real de Tonga

## Familia real

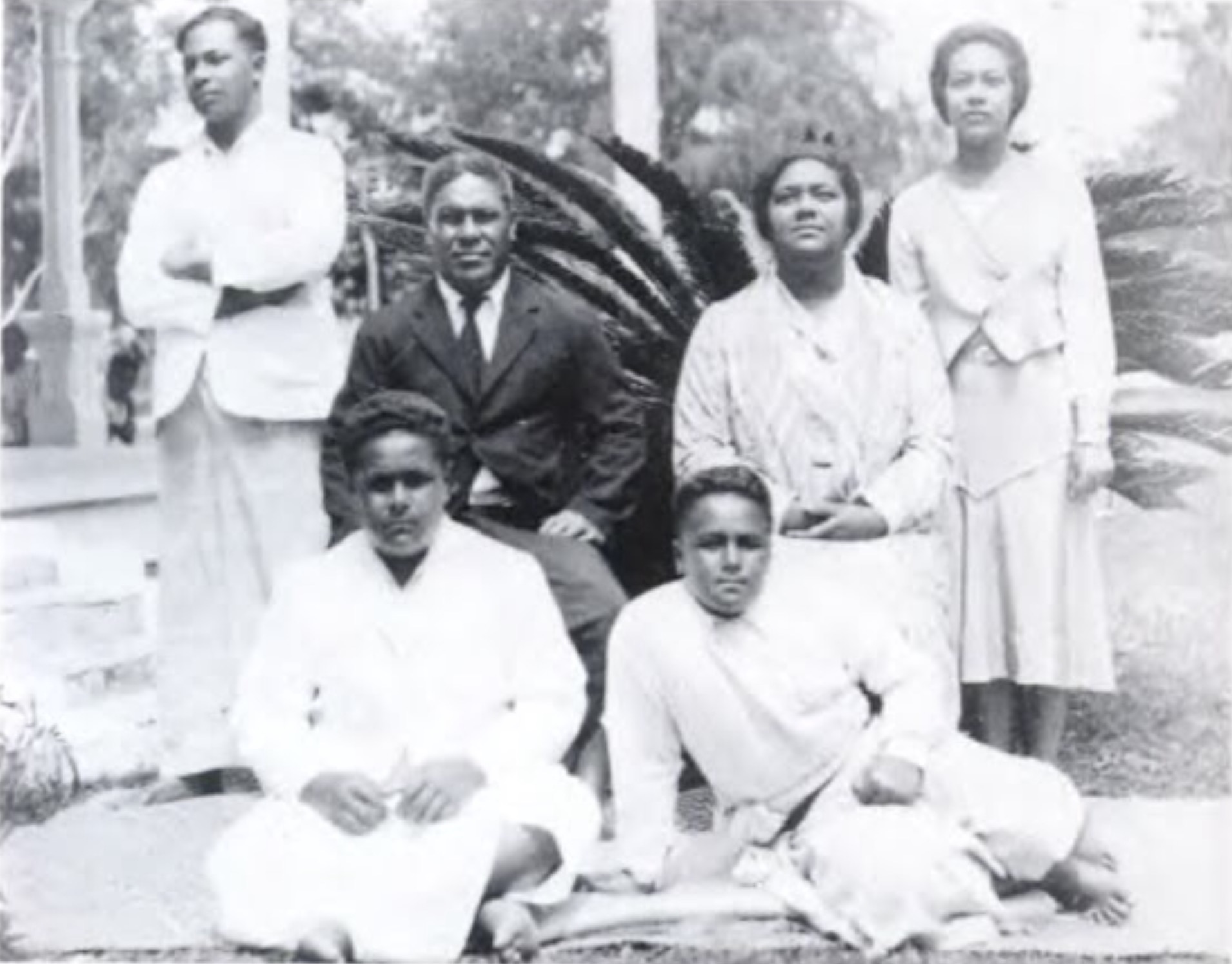
La Familia Real de Tonga en 1930.

La Familia Real se compone por los parientes directos del Monarca, es decir, del cónyuge, de los descendientes de ambos y los cónyuges de ellos.
Si la persona que ocupa el puesto de Consorte real, es una mujer, recibirá el tratamiento de Majestad, mientras que si es hombre, será tratado de Alteza Real.

## Yate real
El Titilupe es una embarcación utilizada como yate real, adquirida por el rey Tāufaʻāhau Tupou IV y nombrado en honor a la Princesa Salote Mafile'o Pilolevu Tuita, está a cargo de la Marina tongana.